# Willem Wauters
Pour les articles homonymes, voir Wauters.
Willem Wauters, né le 10 novembre 1989 à Gand, est un coureur cycliste belge.

## Biographie
En 2013, il reprend la compétition en Australie lors du Tour Down Under.
Il prend le maillot bleu lors de la 3e étape de son premier Giro en 2013.

## Palmarès
- 2007
  - 2e du Trophée des Flandres
- 2010
  - 3e étape du Triptyque ardennais
- 2011
  - 4e étape du Tour de la communauté de Madrid espoirs
  - 2e du Grand Prix de la ville de Zottegem

## Résultats sur les grands tours

### Tour d'Italie
1 participation 
- 2013 : 158e

## Classements mondiaux
| Année           | 2014 |
| --------------- | ---- |
| UCI Europe Tour | 750e |